# Повітряна куля Жана Бланшара
Пові́тряна ку́ля Жа́на Бла́ншара — аеростат, на якому демонструвались польоти у повітряній кулі. Власник аеростату француз Жан Бланшар.
Ян Непомуцен Потоцький у травні 1790 року піднявся у повітря у небі над Варшавою. Разом з ним летіли власник повітряної кулі та його слуга, турок за походженням, й улюблений пес графа. Ця мандрівка для графа означила першість серед польських аеронавтів в історії.
Пізніше Ян Потоцький описав свої враження і відчуття від польоту у творі під назвою «Ода балону».
Апарат використовувався для комерційного прибутку його власником.